# Dia da Igualdade Salarial

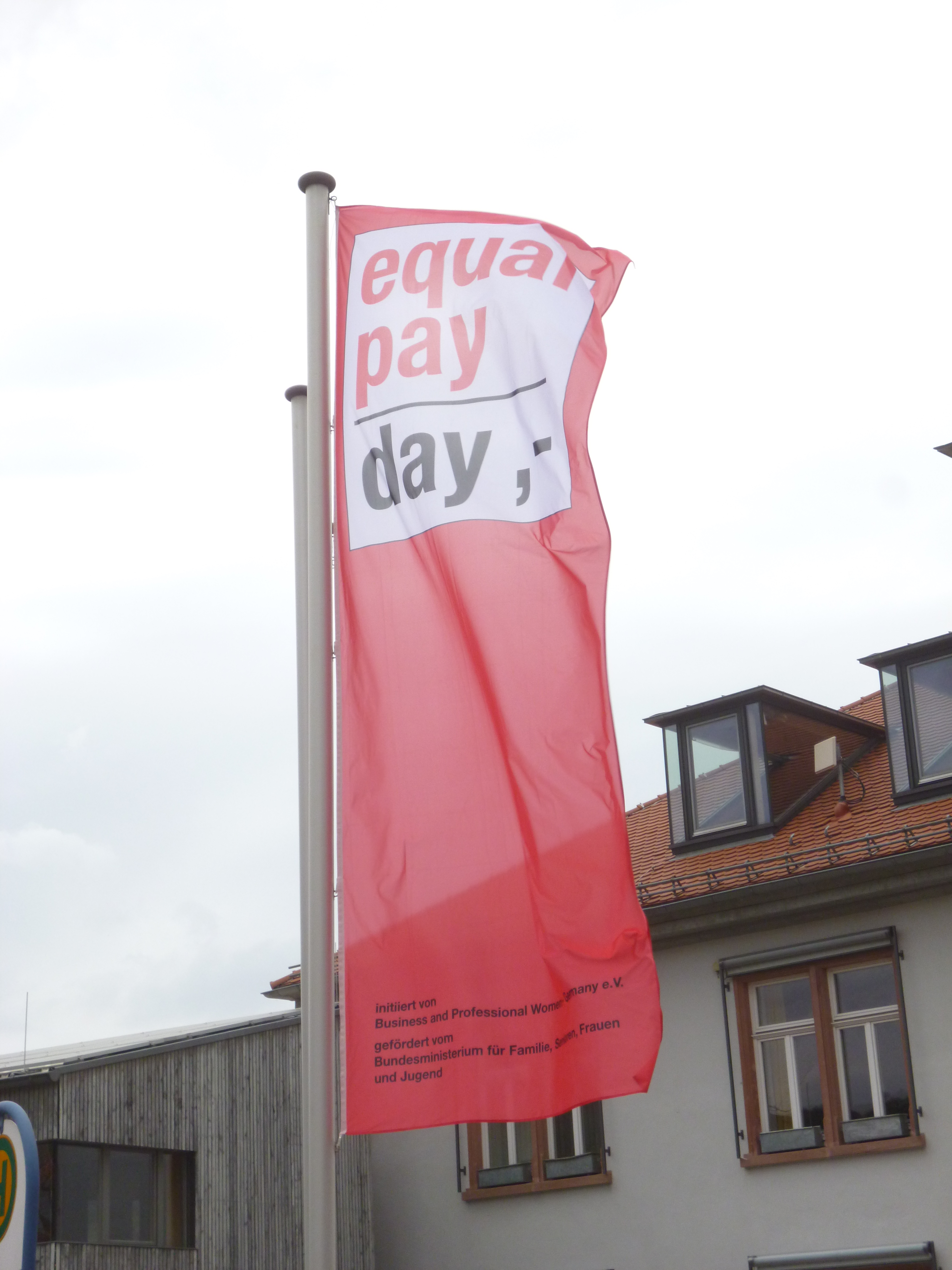
Bandeira do Dia da Igualdade Salarial hasteada em 21 de março de 2014 em Alsbach, Alemanha

O Dia da Igualdade Salarial é uma data simbólica dedicada à conscientização sobre a disparidade salarial de gênero.
O dia exato varia conforme os indicadores e a metodologia adotados em cada país. Em alguns casos, a data representa o tempo adicional que uma mulher precisa trabalhar no ano atual para igualar os rendimentos de um homem no ano anterior. Em outros, marca o dia em que as mulheres “param de ganhar” até o ano seguinte.
A Organização das Nações Unidas celebra a data em 18 de setembro.
A data foi celebrada pela primeira vez em 1996 nos Estados Unidos, pelo Comitê Nacional para a Equidade Salarial, uma coligação de organizações de mulheres e de direitos civis, sindicatos, associações profissionais e indivíduos que trabalham para eliminar a discriminação salarial baseada no sexo e na raça.

## Objetivos
Os objetivos do Dia da Igualdade Salarial são:
- Conscientizar sobre a disparidade salarial de gênero, suas causas, consequências e impacto no mercado de trabalho.
- Promover a transparência salarial e incentivar práticas que reduzam diferenças injustificadas, como auditorias salariais e políticas de diversidade.
- Apoiar a criação de políticas públicas e iniciativas que garantam a equidade salarial, incluindo legislações específicas e programas de inclusão.

## Contexto nos países

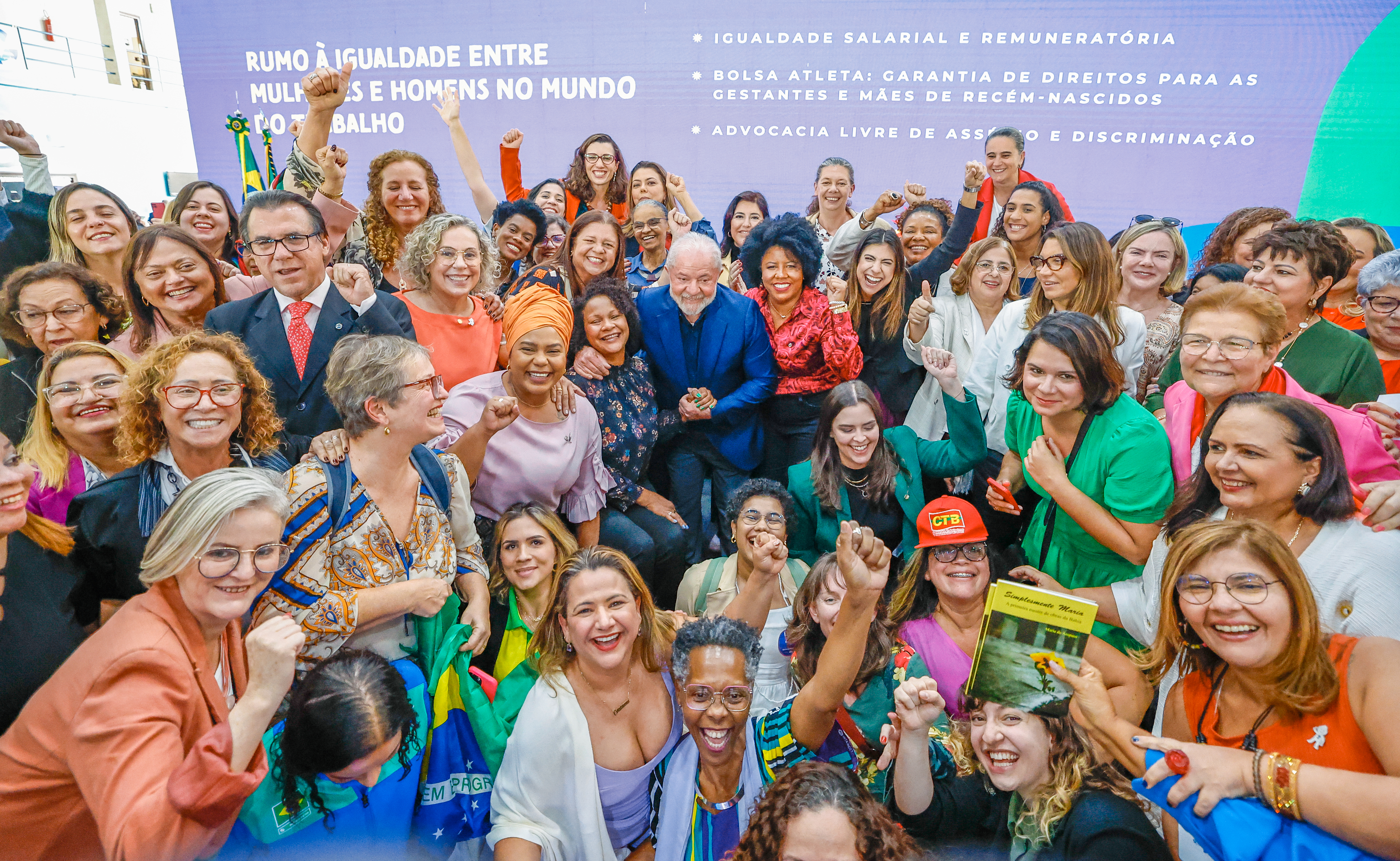
Cerimônia de sanção ao Projeto de Lei nº 1085/2023, posteriormente Lei nº 14.611/2023, que trata da igualdade salarial entre mulheres e homens.

### Brasil
No Brasil, estudos recentes apontam tanto avanços quanto desafios na desigualdade salarial de gênero. Entre 2013 e 2023, a Confederação Nacional da Indústria (CNI) registrou uma melhora no Índice de Paridade Salarial, uma métrica que avalia a equidade nos rendimentos entre homens e mulheres em uma escala de 0 a 100, onde valores mais altos indicam maior igualdade. Nesse período, o índice passou de 72 para 78,7, segundo a CNI.
Por outro lado, a disparidade salarial ainda é significativa. Segundo o 1.º Relatório de Transparência Salarial, publicado pelo Ministério do Trabalho e Emprego, em 2022 as mulheres brasileiras recebiam, em média, 19,4% a menos que os homens. Essa diferença é ainda mais acentuada em cargos de direção, onde as mulheres ganham até 25,2% menos que seus colegas homens.
Em resposta a essas disparidades, o Brasil promulgou a Lei n.º 14.611 em julho de 2023. A legislação estabelece mecanismos para promover transparência salarial, intensifica a fiscalização contra discriminação e incentiva programas de diversidade e inclusão nas empresas.
No Brasil, o Dia da Igualdade Salarial foi celebrado em diversas ocasiões. Em 18 de março de 2016, a BPW Brasil organizou um evento que contou com a participação de representantes do governo, organismos internacionais, universidades e setor privado para debater estratégias de equidade. Em 10 de abril de 2018, o Escritório USP Mulheres marcou a data com o lançamento de uma página web.

### Portugal
Em 2024 a data foi comemorada 14 de novembro, simbolizando o último dia que as mulheres deixam de ser remuneradas, enquanto os homens continuam a receber os seus salários.
A diferença salarial entre homens e mulheres era de 15,8% em 2016, correspondendo a uma diferença de 58 dias de trabalho remunerado.
Para mudar esta realidade, nos últimos anos são desenvolvidas e reforçadas políticas, estratégias e medidas para promover a igualdade salarial entre homens e mulheres. Como exemplo destas ferramentas temos a norma NP 4588:2023 — Sistema de gestão para a igualdade salarial entre mulheres e homens — requisitos e orientações necessários para uma organização implementar, manter e gerenciar um sistema de gestão destinado a eliminar a discriminação salarial.

### Estados Unidos
Nos Estados Unidos, país pioneiro na celebração da data, o Dia da Igualdade Salarial é promovido por organizações como o Comitê Nacional para a Equidade Salarial e a Aliança Nacional das Mulheres, que coordenam eventos públicos, palestras e campanhas educativas para destacar a desigualdade de gênero nos salários. Empresas e governos locais também participam, divulgando relatórios de transparência salarial e promovendo políticas de equidade de gênero. A data é reforçada por ações legislativas e decretos que destacam o compromisso com a igualdade no ambiente de trabalho. Em 2022, a data foi celebrada em 15 de março.

### Grã-Bretanha
Na Grã-Bretanha, o Dia da Igualdade Salarial marca o dia do ano em que as mulheres param efetivamente de ganhar até o ano seguinte. Em 2018, foi 10 de novembro

### Países Baixos
Os Países Baixos utilizam metodologia semelhante à da Grã-Bretanha para definir a data. O primeiro Dia da Igualdade Salarial no país ocorreu em 24 de outubro de 2006. Em 2022, o dia foi 14 de novembro.

### Alemanha
Na Alemanha o Dia da Igualdade Salarial de 2016 foi observado em 19 de março Naquele país, o Dia da Igualdade Salarial também ajudou a inspirar a criação do Dia da Igualdade de Cuidados, um evento dedicado a conscientizar sobre a distribuição injusta do trabalho doméstico e de cuidado na sociedade.

### Outros países
Diversos países da Europa, América Latina e Ásia celebraram a data.

## Dia Internacional da Igualdade Salarial (Nações Unidas)
O Dia Internacional da Igualdade Salarial também é comemorado anualmente em 18 de setembro em eventos organizados pela Organização das Nações Unidas, governos, organizações da sociedade civil e empresas. A data foi instituída em 2019 pela Assembleia Geral das Nações Unidas.
A proclamação, promovida pela Coalizão Internacional pela Igualdade salarial (EPIC), uma iniciativa liderada pela Organização Internacional do Trabalho (OIT), ONU Mulheres e Organização para a Cooperação e Desenvolvimento Econômico (OCDE), destaca a importância de abordar essa questão como parte dos Objetivos de Desenvolvimento Sustentável (ODS).
Temas escolhidos pelas Nações Unidas para as comemorações anuais:
- 2020: Reconstruir melhor[22]
- 2021: Sem tema[23]
- 2022: Sem tema[24]
- 2023: Luta pela igualdade salarial no mercado de trabalho[25]